# In a Perfect World...
In A Perfect World... è l'album di debutto della cantautrice Keri Hilson, che sarebbe dovuto uscire alla metà del 2007, ma per vari problemi e tagli finanziari la data di uscita è saltata a marzo 2009.

## Collaborazioni
L'album è prodotto da Timbaland, Polow Da Don, Danja, The Runawayz, Johnkenum "Sir John" Spivery. Le collaborazioni per la scrittura delle tracce vedono nomi come: Jim Beanz/Justin Timberlake, Kanye West, Ne-Yo e The Clutch e tra gli artisti partecipanti ci sono Akon, Lil' Wayne, Timbaland, Keyshia Cole, Lil' Jon, T-Pain, Kanye West e Ne-Yo.

## Storia dell'album
L'album vede come prima uscita il singolo Energy, seguito da Return the Favor (in collaborazione con Timbaland) che si riferisce alla passata collaborazione in Shock Value di The Way I Are; il terzo singolo si intitola Turnin' Me On in collaborazione con Lil' Wayne. A marzo è stato pubblicato il quarto singolo estratto dall'album che si intitola Knock You Down e vede la partecipazione di Kanye West e Ne-Yo. Prima dell'uscita dell'album c'erano stati dei singoli "promo" come "Superhuman" (con Chris Brown) e "Get It Girl" pubblicato a febbraio.

## Lista Tracce[2]
1. Intro
2. Turnin' Me On (featuring Lil Wayne)
3. Get Your Money Up (featuring Keyshia Cole & Trina)
4. Return the Favor (featuring Timbaland)
5. Knock You Down (featuring Kanye West & Ne-Yo)
6. Slow Dance
7. Make Love
8. Intuition
9. How Does It Feel
10. Alienated
11. Tell Him the Truth
12. Change Me (featuring Akon)
13. Energy
14. Where Did He Go?

## Classifiche
| Classifiche (2009)                    | Azienda | Pos. max | Vendite  |
| ------------------------------------- | ------- | -------- | -------- |
| Australian Urban Albums Chart         | ARIA    | 23       | 8,000+   |
| Billboard Canadian Albums             | CRIA    | 27       | 10,000+  |
| Irish Albums Chart                    | IRMA    | 39       | 2,000+   |
| Italian Albums Chart                  | FIMI    | 49       | 2,000+   |
| New Zealand Albums Chart              | RIANZ   | 16       | 4,000+   |
| Swiss Albums Chart                    | IFPI    | 95       | 1,000+   |
| Official Albums Chart                 | BPI     | 62       | 6,000+   |
| U.S. Billboard 200                    | RIAA    | 4        | 500,000+ |
| U.S. Billboard Top R&B/Hip-Hop Albums | RIAA    | 1        | 500,000+ |
| Mondo                                 | —       | —        | 640,000+ |